# Georges-Gabriel Métrot
Georges-Gabriel Métrot, francoski general, * 4. julij 1884, † 30. maj 1956.